# Nereidum Montes
Nereidum Montes je pohoří na povrchu Marsu, které se nachází jižně od východního konce údolí Valles Marineris a severovýchodně od Argyre Planitia. Oblast nejspíše vznikla v období noachianu. a rozkládá se na 1130 km povrchu.
Pohoří bylo pojmenováno v roce 1973.